# Bill Roycroft
James William George Roycroft, detto Bill (17 marzo 1915 – 29 maggio 2011), è stato un cavaliere australiano.
Ha vinto tre medaglie olimpiche nell'equitazione: una d'oro alle Olimpiadi 1960 svoltesi a Roma, nella gara di concorso completo a squadre, una medaglia di bronzo a Città del Messico 1968 nel completo a squadre e un'altra medaglia di bronzo alle Olimpiadi di Montreal 1976, anche in questo caso nel completo a squadre.